# Speelgoedmuseum van Tartu
Het Speelgoedmuseum van Tartu (Ests:Tartu Mänguasjamuuseum) is een museum in de Estse stad Tartu. Het museum werd in 1994 opgericht door de gemeente Tartu. In de beginjaren was de collectie nog te zien op verschillende locaties. In 2003 verhuisde het museum naar een oud houten huis die speciaal hiervoor gerenoveerd was. In 2010 werd er een speciaal kindertheater toegevoegd aan het museum.